# Règles et Usances Uniformes
Les Règles et Usances Uniformes (RUU) sont un ensemble de règles utilisées notamment pour les lettres de crédit de la Chambre de commerce internationale (CCI/ICC). Les RUU sont utilisées par les banques et commerçants dans plus de 175 pays.

## RUU 600
La Commission bancaire de la CCI vient de réviser les RUU 500, qui sont en vigueur depuis 1993, par décision du 25 octobre 2006. Il s'agit de la publication n° 600 de la CCI entrée en vigueur le 1er juillet 2007.

### Principales nouveautés
Les principales modifications de cette nouvelle version des RUU consistent en une simplification des principes applicables, le nombre d'articles des RUU ayant d'ailleurs été réduit de 49 à 39.
- De nouvelles sections sur les « définitions » et les « interprétations » apportent la clarté sur des termes ambigus
- La phrase « délai raisonnable » pour l’acceptation ou le refus de documents a été remplacée par une période fixe de 5 jours ouvrables
- Nouvelles provisions approuvées pour les paiements de crédits différés
- Les banques peuvent accepter dès à présent un document d’assurance mentionnant une quelconque clause d’exclusion
- Réduction du nombre d'article : 39 articles au lieu des 49, mais plus complets afin d'éviter les doublons
- un glossaire

En revanche, d'autres doléances n'ont pas été retenues : des RUU ne gérant que les crédocs puisque d'autres règles existent pour les lettres de crédit stand-by (les ISP 98), l’article 5 des RUU 500 n'a pas été maintenu alors qu'il visait à décourager les banques d'émettre des crédits trop exigeants, trop détaillés, incohérents...
La brochure RUU 600 en langue française est disponible depuis 2007, au même titre que les « Pratiques Bancaires Internationales Standard (PBIS)» (Brochure CCI n° 681 F) ou que le « Commentaire » élaboré par les rédacteurs de ces règles (Brochure CCI n° 680) qui permettent de faciliter le travail des praticiens.